# Городищенский Успения Пресвятой Богородицы монастырь
Городищенский Успения Пресвятой Богородицы монастырь (Городищенский Успенский пещерный монастырь, Цыповский скальный монастырь, Монастырь Цыпово; рум. Mănăstirea Țipova) — мужской монастырь Кишинёвской епархии Русской православной церкви в селе Цыпово Резинского района Молдавии.

## История
Первый монастырский комплекс с церковью Святого Креста был выдолблен в скале в XI—XII веках. В XIII веке он служил убежищем от татарских набегов. Второй комплекс с церковью Святого Николая создан в XIV веке. Самый большой комплекс с церковь Успения Пресвятой Богородицы был выдолблен в XVI—XVIII веках.

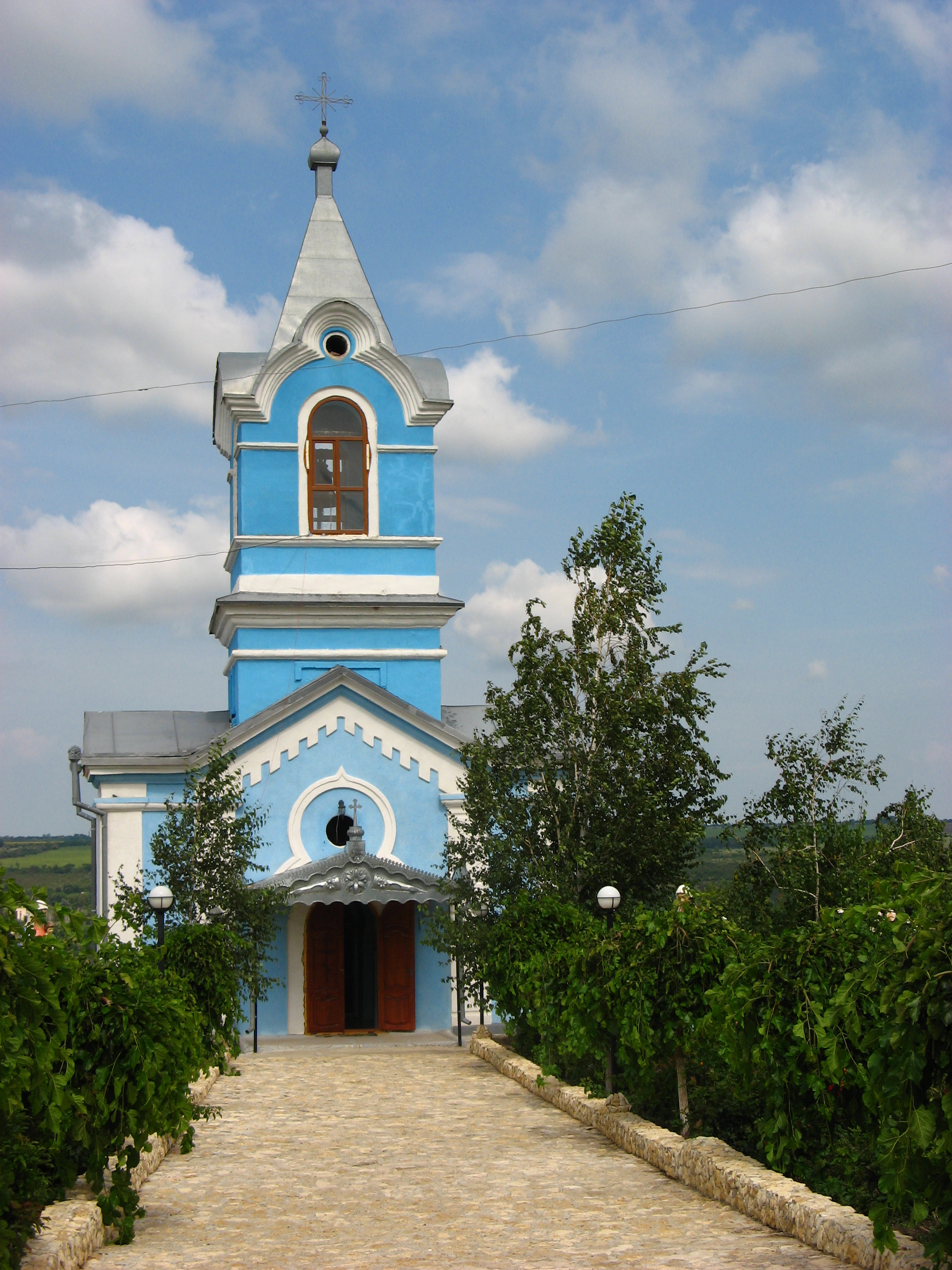
Церковь на холме

В 1776 году обитель восстановлена монахом Варфоломеем из Сахарнянского монастыря. В 1828 году построен комплекс на холме. В 1842 году Городищенский монастырь приписан к Сахарнянскому монастырю, а его земли переданы Киприановскому монастырю. В 1912 году храм на холме восстановлен иеромонахом Иннокентием.
В 1919 году под руководством архимандрита Софрония (Няги) монастырь вновь стал самостоятельным. В 1923 году в нём проживал 21 насельник: 3 иеромонаха, 1 иеродиакон, 3 монаха, 6 рясофоров и 8 послушников. Во время Второй мировой войны комплекс монастыря был частично разрушен в ходе боёв за Днестр. В 1949 году монастырь закрыт советскими властями: комплекс на холме был передан колхозу, в церкви открыли табачную лавку, пещеры подверглись разграблению, а братия перешла в другие монастыри. В 1975 году бывший монастырь взят под охрану государства.
Возрождён в 1994 году под руководством иеромонаха Андрея. В 1995 году в монастыре было два насельника, в 1996 — три. В 1996 году иеромонах Андрей переведён на приход в Каменском районе и весной 1997 года его сменил иеромонах Анфим. В 1999 году настоятелем стал архимандрит Поликарп (Бырназ). В марте 2014 года он был освобождён от управления монастырём с формулировкой «за аморальное поведение». В апреле того же года настоятелем монастыря назначен архимандрит Иоанн (Мошнегуцу). 8 марта 2015 года он был поставлен во епископа Сорокского, викария Кишинёвской епархии. Новым настоятелем стал архимандрит Серафим (Размерица).

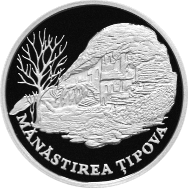
Памятная монета «Цыповский монастырь»
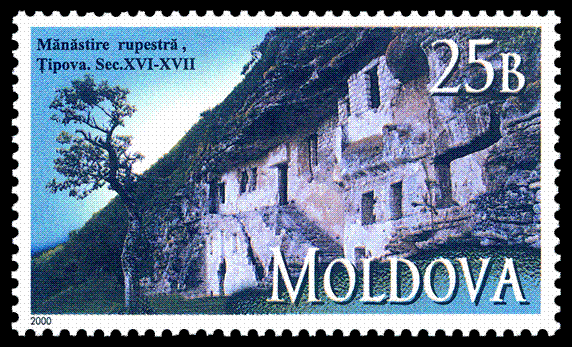
Почтовая марка